# Parque dos Poderes
Parque dos Poderes är en park i Brasilien.   Den ligger i kommunen Campo Grande och delstaten Mato Grosso do Sul, i den södra delen av landet, 900 km sydväst om huvudstaden Brasília. Parque dos Poderes ligger 643 meter över havet.
Terrängen runt Parque dos Poderes är platt. Runt Parque dos Poderes är det ganska tätbefolkat, med 248 invånare per kvadratkilometer.. Närmaste större samhälle är Campo Grande, 9,6 km väster om Parque dos Poderes.
Runt Parque dos Poderes är det i huvudsak tätbebyggt.